# إقليم لوس لاغوس
إقليم لوس لاغوس (بالأسبانية: X Región de Los Lagos، حرفيًا: إقليم البحيرات) هو واحد من 15 إقليمًا في جمهوريّة تشيلي، حيث يُعتبر الإقليم التقسيم الإداري الأول في البلاد. يتكوّن هذا الإقليم من 4 مقاطعات؛ هي تشيلوي، يانكيوي، أوزورنو، وبالينا. كما يحتوي على ثاني أكبر جزيرة في البلاد، وهي جزيرة تشيلوي، وثاني أكبر بحيرة، وهي بحيرة يانكيوي.
تُعتبر مدينة بويرتو مونت عاصمة الإقليم، كما تُعتبر مُدُن كاسترو، أنكود، وبويرتو فاراس من أهم المدن أيضًا. كما يُعتبر الجزء البري الرئيسي من منطقة لوس لاغوس في مقاطعة بالينا، جزءًا من باتاغونيا. تبلغ مساحة الإقليم حوالي 48,583 كيلومترًا مربعًا، كما بلغ عدد سكانه 767,714 نسمة في عام 2012.

## التاريخ
يقع في المنطقة موقع مونتي فيردي، أحد أقدم المواقع الأثريّة في الأمريكتين، حيث ضم أكبر مجموعة من السكان الأصليين في المنطقة، والذين عاشوا قبل وصول الاستعمار الإسباني للأمريكتين.
استقر التاج الإسباني في أرخبيل شيلوي (الذي يقع في الإقليم) في 1567، ثم تم استعمار باقي المنطقة بشكل بطيء من قبل السكان غير الأصليين في أواخر القرن الثامن عشر. وقد تم بناء عدة كنائس خشبية فريدة من نوعها في أرخبيل تشيلوي ما بين القرنين السابع عشر والتاسع عشر، أي عندما كان جزءًا من ممتلكات التاج الإسباني، حيث تمثّل اندماجًا بين الثقافة اليسوعيّة الأوروبيّة ومهارات الشعوب الأصليّة وتقاليدها، وهي مثال على ثقافة المستيزو. لقد تم إدراج هذه الكنائس التاريخيّة على قائمة التراث العالمي التابعة لليونيسكو في عام 2000 تحت مُسمى كنائس تشيلوي. كما قامت جامعة تشيلي، ومؤسسة كنائس تشيلوي الثقافية، وغيرها من المؤسسات بجهود كبيرة للحفاظ على هذه المنشآت التاريخيّة.
من جهة أخرى، فقد وصل المستعمرون الألمان للمنطقة أيضًا في منتصف القرن التاسع عشر، حيث استعمروا شواطئ بحيرة يانكيوي تحت برنامج ترعاه الدولة في تشيلي.

## الاقتصاد
يُهيمن قطاع الخدمات على اقتصاد إقليم لوس لاغوس، ولكنه يعتمد أيضًا على صيد الأسماك وتربية أسماك السلمون وتربية الماشية. من جهة أخرى، فالسياحة مهمة اقتصاديًا أيضًا في جبال الأنديز، حيث منتجعات التزلج والينابيع الساخنة والصيد والعروض الشعبيّة الترفيهيّة.

## الصور

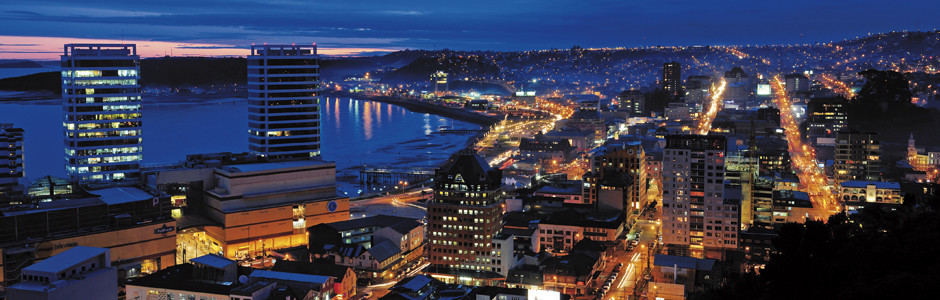
مدينة بويرتو مونت مركز الإقليم
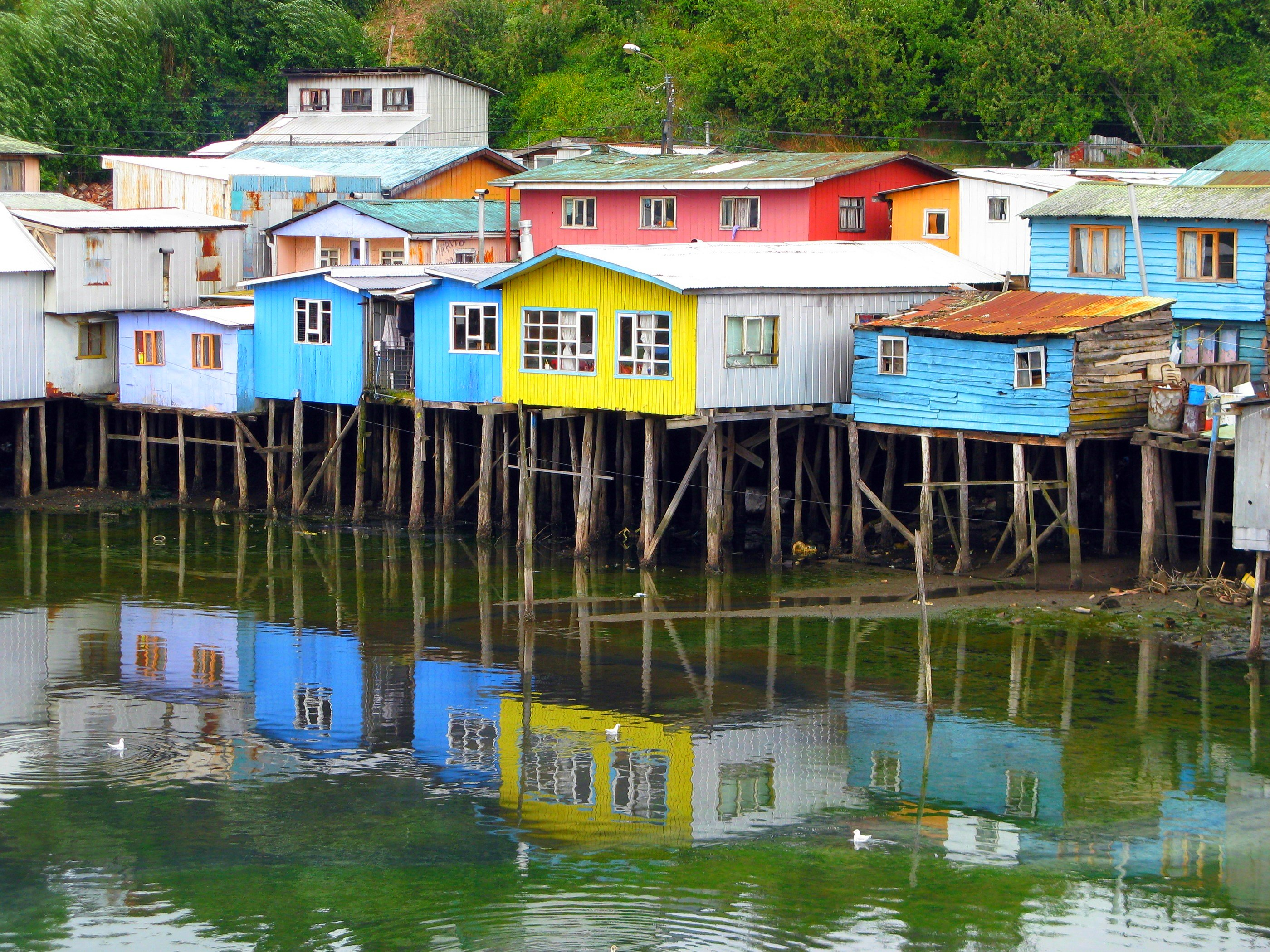
مدينة كاسترو

## التقسيم الإداري
ينقسم إقليم لوس لاغوس إلى 4 مقاطعات (بالأسبانية: Provincia)؛ هي تشيلوي (باللون الأصفر)، يانكيوي (باللون الأخضر)، أوزورنو (باللون الرمادي)، وبالينا (باللون البرتقالي). وتنقسم هذه المقاطعات الأربع بدورها إلى 30 بلديّة (بالأسبانية: Comuna):

التقسيم الإداري لإقليم لوس لاغوس.

## وصلات خارجية
- صورة ساتيليّة لمدينة بويرتو مونت (خرائط غوغل)
- صورة ساتيليّة لأرخبيل تشيلوي (خرائط غوغل)
- صورة ساتيليّة لبحيرة يانكيوي (خرائط غوغل)
- صورة ساتيليّة لمدينة أوسورنو (خرائط غوغل)